# Ниси-Васэда (станция)
Станция Ниси-Васэда (яп. 西早稲田駅 ниси васэда эки) — железнодорожная станция на линии Фукутосин расположенная в специальном районе Синдзюку, Токио. Станция обозначена номером F-11. Была открыта 14 июня 2008 года. На станции установлены автоматические платформенные ворота.

## Планировка станции
Одна платформа островного типа и 2 пути.
| 1 | ○ Линия Фукутосин | Синдзюку-Сантёмэ, Сибуя                                                |
| 2 | ○ Линия Фукутосин | Икэбукуро, Вакоси, Линия Тодзё, Линия Юракутё (Сэйбу), Линия Икэбукуро |

## Близлежащие станции
| «                                            |                 | Линия           |                 | »               |
| Линия Фукутосин                              | Линия Фукутосин | Линия Фукутосин | Линия Фукутосин | Линия Фукутосин |
| -------------------------------------------- | --------------- | --------------- | --------------- | --------------- |
| Дзосигая                                     | Дзосигая        | Local           | Хигаси-Синдзюку | Хигаси-Синдзюку |
| Express Commuter Express: не останавливается |                 |                 |                 |                 |